# Pristimantis rhodoplichus
Espèce
Synonymes
- Eleutherodactylus rhodoplichus Duellman & Wild, 1993

Statut de conservation UICN

 EN B1ab(iii) : En danger
Pristimantis rhodoplichus est une espèce d'amphibiens de la famille des Craugastoridae.

## Répartition
Cette espèce se rencontre entre 1 800 et 3 050 m d'altitude :
- en Équateur dans la cordillère La Curintza dans la province de Zamora-Chinchipe ;
- au Pérou sur le versant Ouest de la cordillère de Huancabamba dans la région de Piura.

## Description
Les mâles mesurent de 21,8 à 28,9 mm et les femelles de 30,1 à 34,2 mm.

## Publication originale
- Duellman & Wild, 1993 : Anuran amphibians from the Cordillera de Huancabamba, northern Peru: systematics, ecology, and biogeography. Occasional Papers of the Museum of Natural History University of Kansas, no 157, p. 1-53 (texte intégral).